# Pholidocarpus
Pholidocarpus es un género con seis especies de plantas con flores perteneciente a la familia  de las palmeras (Arecaceae).  
Es originario de Asia donde se distribuye desde Tailandia hasta Malasia.

## Taxonomía
El género fue descrito por  Carl Ludwig Blume y publicado en Systema Vegetabilium 7: 1308. 1830.
Etimología
Pholidocarpus: nombre genérico compuesto por pholidos = "escala" y carpos = "fruto", refiriéndose a la fruta de la mayoría de las especies. (J. Dransfield, N. Uhl, C. Asmussen, W.J. Baker, M. Harley and C. Lewis. 2008)

## Especies
- Pholidocarpus ihur (Giseke) Blume (1847).
- Pholidocarpus kingianus (Becc.) Ridl. (1907).
- Pholidocarpus macrocarpus Becc. (1886).
- Pholidocarpus majadum Becc. (1877).
- Pholidocarpus mucronatus Becc. (1886).
- Pholidocarpus sumatranus Becc. (1886).